# Maenola starkei
Maenola starkei là một loài nhện trong họ Salticidae.
Loài này thuộc chi Maenola. Maenola starkei được Eugène Simon miêu tả năm 1900.